# ITunes Session
iTunes Session é um extended play (EP) da cantora norte-americana Kelly Clarkson. Foi lançado a 23 de Dezembro de 2011 na Austrália e em Portugal, através da loja digital iTunes. Nos Estados Unidos, vendeu mais de 13 mil cópias e atingiu a 85.ª posição na Billboard 200.

## Alinhamento de faixas
| N.º | Título                             | Compositor(es)                                                | Duração |  |
| 1.  | "Mr. Know It All"                  | Brian Seals, Ester Dean, Brett James, Dante Jones             | 3:33    |  |
| 2.  | "What Doesn't Kill You (Stronger)" | Jörgen Elofsson, Ali Tamposi, David Gamson, Greg Kurstin      | 3:24    |  |
| 3.  | "You Can't Win"                    | Kelly Clarkson, Josh Abraham, Oliver Goldstein, Felix Bloxsom | 3:50    |  |
| 4.  | "Never Again"                      | Clarkson, Jimmy Messer                                        | 4:03    |  |
| 5.  | "Since U Been Gone"                | Max Martin, Luke Gottwald                                     | 3:10    |  |
| 6.  | "Why Don't You Try"                | Eric Hutchinson                                               | 4:15    |  |
| 7.  | "My Life Would Suck Without You"   | Martin, Gottwald, Claude Kelly                                | 3:08    |  |
| 8.  | "I'll Be Home for Christmas"       | Martin, Gottwald, Claude Kelly                                | 2:53    |  |
| 9.  | "Entrevista"                       |                                                               | 35:17   |  |

## Desempenho nas tabelas musicais

### Posições
| Tabela musical (2012)          | Melhor posição |
| ------------------------------ | -------------- |
| Estados Unidos - Billboard 200 | 85             |

## Histórico de lançamento
| País           | Data                   | Formato          | Editora discográfica |
| -------------- | ---------------------- | ---------------- | -------------------- |
| Austrália      | 23 de Dezembro de 2012 | Descarga digital | RCA                  |
| Portugal       | 23 de Dezembro de 2012 | Descarga digital | RCA                  |
| Estados Unidos | 27 de Dezembro de 2012 | Descarga digital | RCA                  |
| Reino Unido    | 27 de Dezembro de 2012 | Descarga digital | RCA                  |